# Milligan
Milligan – wieś w Stanach Zjednoczonych, w stanie Nebraska, w hrabstwie Fillmore.